# Giovanni Polidori
Pour les articles homonymes, voir Polidori.
Giovanni Polidori, né le 2 janvier 1975 à Rieti en Italie est un joueur de volley-ball italien. Il mesure 2,02 m et joue central.

## Clubs
| Club            | Pays   | De        | À         |
| --------------- | ------ | --------- | --------- |
| Sisley Trévise  | Italie | 1993-1994 | 1995-1996 |
| Ferrare         | Italie | 1996-1997 | 1996-1997 |
| Latina          | Italie | 1997-1998 | 1997-1998 |
| Gioia del Colle | Italie | 1998-1999 | 2001-2002 |
| Trieste         | Italie | 2002-2003 | 2003-2004 |
| Trente          | Italie | 2003-2004 | 2003-2004 |
| Loreto          | Italie | 2004-2005 | 2004-2005 |
| Gioia del Colle | Italie | 2005-2006 | …         |

## Palmarès
- Championnat d'Italie : 1994, 1996
- Ligue des champions : 1995
- Coupe des Coupes : 1994